# Iglesia de la Natividad de María (Cunduacán)
La Iglesia de la Natividad de María o también llamada Iglesia de Nuestra Señora de la Natividad, es un templo religioso de culto católico, localizado en la ciudad de Cunduacán, estado de Tabasco, México. Es el tercer templo católico más antiguo del estado de Tabasco, después de la Iglesia de Nuestra Señora de la Asunción (Tacotalpa) y el Templo Padre Jesús de Nazaret (Las Mirandillas), ya que su construcción data de 1725.
Actualmente este importante monumento histórico está catalogado oficialmente por el Instituto Nacional de Antropología e Historia (INAH), como patrimonio histórico y cultural de la nación.

## Historia
La Iglesia de la Natividad de María, se comenzó a construir en 1715 por iniciativa de las autoridades coloniales de la villa de la Natividad de Cunduacán, concluyéndose en el año de 1725.
Debido a la gran importancia que había adquirido la Vicaría de esta población, en el año de 1806 se instaló en este lugar la sede del Comisariato de la Santa Inquisición para la Provincia de Tabasco, nombrado por el Tribunal del Santo Oficio de la Nueva España, lo que convirtió a la villa de Natividad de Cunduacán, en el centro del poder religioso más importante de la provincia de Tabasco.
Más tarde, en 1840 se construyeron criptas hechas a base de ladrillo, en el suelo, para enterrar a personajes ilustres o personas importantes de la población, ya que durante la Colonia, era una costumbre el enterrar a las personas en el atrio e, incluso, dentro de las iglesias. Los ciudadanos pudientes, y quienes financiaban estas construcciones, eran depositados en las proximidades del altar mayor al morir. A lo largo del tiempo se le realizaron diversas ampliaciones al cuerpo basilicar, siendo en el año de 1860 cuando se concluyó con la última ampliación del templo, y en 1898 se le hicieron algunas modificaciones entre las que figura la colocación del reloj parroquial en un pequeño nicho construido para tal fin, y que se ubica en la parte central de la fachada.
Durante el gobierno de Tomás Garrido Canabal, entre 1919 y 1934 se inició en el estado una campaña antirreligiosa en la cual se destruían imágenes religiosas ubicadas en templos y casas particulares. Durante ese periodo, muchas iglesias y templos fueron cerrados y convertidos en escuelas "racionalistas", caballerizas o cuarteles militares, y muchos otros fueron quemados y destruidos. La Iglesia de la Natividad de María se salvó de ser demolida, ya que el templo fue convertido en una escuela "racionalista".
En 1949 se le colocó piso de terrazo, y en 1970 este se cambió por uno de granito, se amplió el presbiterio y se construyeron salones y oficinas en la parte del atrio que estaba en el costado derecho de la iglesia, y durante esos trabajos, fueron encontradas muchas osamentas que pertenecían a personas de poder económico y que habían ayudado a la iglesia en su tiempo, por lo que habían sido enterradas en el atrio.

### Trabajos de restauración
En diciembre de 2007, especialistas del Instituto Nacional de Antropología e Historia (INAH) iniciaron trabajos de restauración de la parroquia para retirar cualquier elemento que no fuera de carácter histórico, y a finales del 2008, al retirar el piso de granito que había sido colocado en 1970 y reducir el presbiterio a su tamaño original, descubrieron doce lápidas en criptas de ladrillo que habían sido construidas en 1840, bajo las cuales reposaban los restos óseos de personas importantes en esa ciudad y que habían sido enterradas ahí entre 1841 y 1880. Aunque se considera que puede haber más personas sepultadas en dicho templo.
En algunas de las lápidas es posible leer los nombres de familiares de importantes actores de la vida política y cultural de Tabasco, del siglo XIX, entre los que destacan Ceferino Sánchez y Josefa Mármol, padres de Manuel Sánchez Mármol (1839-1912) abogado, escritor y defensor de la República durante la Intervención francesa en Tabasco, así como de familiares de Agustín Ruiz de la Peña quien fuera el primer Gobernador Constitucional de Tabasco.
Durante la excavación se localizaron algunas otras criptas que no tenían lápida, y se cree que alguna de esas puede contener los restos mortuorios del presbítero José Eduardo de Cárdenas y Romero (1765-1821), quien fue nombrado diputado por Tabasco a las Cortes de Cádiz, España en 1810, y Vicario honorario in Capite para Tabasco, y se sabe fueron depositados en la Parroquia de la Natividad de María donde fungió como vicario hasta su fallecimiento el 23 de enero de 1821.
Las lápidas fueron puestas nuevamente en el presbiterio, a nivel del piso, y a partir de febrero del año 2009 están a la vista de los feligreses y del público en general, a manera de "ventana arqueológica", pudiendo ser observadas a través de un cristal colocado en el piso.

## Descripción del edificio

### Fachada
La hermosa fachada de este templo religioso tiene un estilo barroco, con acabado en mezcla aplanada, y está dividida en tres cuerpos, cuenta con diez nichos repartidos cuatro en el segundo cuerpo y seis en el tercero. Tiene seis columnas adosadas de fuste liso y capitel toscano, distribuidas tres en el lado derecho y tres en el lado izquierdo. Cuenta con una portada principal, en forma de arco adintelado, la puerta está protegida por dos hojas de madera labrada de varios centímetros de grosor. Encima del arco de la puerta, se puede observar un círculo en relieve y de centro liso.
Siguiendo en forma ascendente, en la parte superior al centro se localiza un nicho con cuatro columnas adosadas de fuste liso, flanqueando un reloj parroquial y sosteniendo una figura de triángulo que en relieve contiene la fecha "1898". A ambos lados de la fachada se localizan dos torres que tienen una columna adosada de fueste liso en cada una de las esquinas y que sostienen la punta de la torre y cuentan con una barandilla. Ambas torres disponen de una campana cada una y en la parte superior tienen una cruz de hierro.